# Heteromesus similis
Heteromesus similis is een pissebed uit de familie Ischnomesidae. De wetenschappelijke naam van de soort is voor het eerst geldig gepubliceerd in 1911 door Richardson.